# Гарин, Фёдор Данилович
Фёдор Данилович Гарин (1908—1987) — путевой рабочий строительно-монтажного поезда № 233 на Транссибирской железнодорожной магистрали в Кемеровской области. Герой Социалистического Труда. Участник Великой Отечественной войны.

## Биография
Родился в 1908 году в с. Суккулово ныне Ермекеевского района Республики Башкортостан. Образование — начальное.
До 1937 г. трудился в личном хозяйстве и в колхозе «Националь», с 1937 г. — рабочим промышленной артели «Победа» Ермекеевского района. 
В 1942 г. призван в ряды Красной Армии, участвовал в Великой Отечественной войне в железнодорожных войсках. 
С 1945 г. — путевой рабочий строительно-монтажного поезда № 233 на Транссибирской железнодорожной магистрали в Кемеровской области.
Ф. Д. Гарин участвовал в восстановлении Северо-Кавказской железнодорожной магистрали, строительстве участков железных дорог Омск — Татарск, Барнаул — Кузнецк, Сталинск (Новокузнецк) — Абакан, Асино — Белый Яр.
За выдающиеся достижения в труде при сооружении железнодорожной линии Сталинск — Абакан Указом Президиума Верховного Совета СССР от 19 мая 1960 г. Ф. Д. Гарину присвоено звание Героя Социалистического Труда.
В 1968 г. вышел на пенсию. Умер в 1987 году.

## Награды
- Герой Социалистического Труда (1960)
- Награждён орденом Ленина